# José de Moya
José de Moya (Torrellas, c. 1725 – Ciudad de México, 24 de junio de 1795) fue un jurista español del siglo XVIII que llegó a alcanzar el rango de oidor en Nueva España y a ocupar un papel de importancia en la administración colonial del periodo.

## Biografía
Nacido en Torrellas, estudió en Calatayud y finalmente se licenció como Bachiller en Leyes por la Universidad de Huesca en 1743. Realizó una pasantía en la Audiencia de Aragón y finalmente fue admitido en el Colegio de Abogados de Zaragoza. Ejerció como abogado de los Reales Consejos durante varios años.
Desde 1755 empezó una carrera judicial como alcalde mayor (designación entonces de un juez de segunda instancia). Lo fue sucesivamente de Ávila (1755-1761), Segovia (1761-1764, con un periodo como corregidor interino), Burgos (1764), Cartagena (1769-1773) y Barcelona (1773-1776). Lo fue también de Badajoz. Era así visto como un jurista de dilatada experiencia con el prestigio de haber ejercido en sedes importantes frente a otros jueces con rápidas carreras basadas en el partidismos políticos. Tras su periodo barcelonés fue nombrado corregidor de Mancha Real. Aunque el nombramiento era de mayor rango, el distrito era considerado de menor importancia frente a sus anteriores destinos lo que es visto como un estancamiento de su carrera. Durante estos años se casó con Joaquina Martínez, con la que tuvo una hija llamada Teresa.
Fue en 1779 cuando su carrera se aceleró al ser nombrado para el cargo superior de oidor de la Real Audiencia de Nueva Galicia (con sede en Guadalajara, actual México). El rango de oidor no solo era más alto en la carrera judicial sino que en la administración colonial tenía como parte del Real Acuerdo un mayor peso político. Adicionalmente en Guadalajara Moya fue nombrado regente de la audiencia y comandante general de las Armas de Nueva Galicia, lo que lo hacía una de las figuras más poderosas de la provincia tras el virrey. Tuvo una segunda hija, María Francisca, que casó con otro alto funcionario colonial, Lucas de Gálvez.
Mantendría su destino en Guadalajara hasta 1788, cuando fue promovido a la Real Audiencia de México. Se mantuvo como oidor de México hasta su muerte, incluso pese a una petición suya para jubilarse con el apoyo del virrey. Llegó así a ser oídor decano o máxima autoridad de dicha audiencia tras el presidente de la misma.